# Aspås distrikt
Aspås distrikt är ett distrikt i Krokoms kommun och Jämtlands län. Distriktet ligger omkring Aspås i mellersta Jämtland.

## Tidigare administrativ tillhörighet
Distriktet inrättades 2016 och utgörs av Aspås socken i Krokoms kommun.
Området motsvarar den omfattning Aspås församling hade 1999/2000.

## Tätorter och småorter
I Aspås distrikt finns en tätort och en småort.

### Tätorter
- Aspås

### Småorter
- Aspåsnäset